# Триніті (Північна Кароліна)
Триніті (англ. Trinity) — місто (англ. city) в США, в окрузі Рендолф штату Північна Кароліна. Населення — 7006 осіб (2020).

## Географія
Триніті розташоване за координатами 35°52′36″ пн. ш. 80°0′38″ зх. д. / 35.87667° пн. ш. 80.01056° зх. д. (35.876794, -80.010447).  За даними Бюро перепису населення США в 2010 році місто мало площу 44,17 км², з яких 43,68 км² — суходіл та 0,49 км² — водойми.

## Демографія
Згідно з переписом 2010 року, у місті мешкало 6614 осіб у 2641 домогосподарстві у складі 1947 родин. Густота населення становила 150 осіб/км².  Було 2865 помешкань (65/км²).
Расовий склад населення:
| - 91,7 % — білих - 4,9 % — чорних або афроамериканців - 1,2 % — азіатів - 0,4 % — корінних американців - 1,0 % — осіб інших рас |

До двох чи більше рас належало 0,8 %. Частка іспаномовних становила 2,3 % від усіх жителів.
За віковим діапазоном населення розподілялося таким чином: 21,4 % — особи молодші 18 років, 62,5 % — особи у віці 18—64 років, 16,1 % — особи у віці 65 років та старші. Медіана віку мешканця становила 44,0 року. На 100 осіб жіночої статі у місті припадало 98,7 чоловіків;  на 100 жінок у віці від 18 років та старших — 97,5 чоловіків також старших 18 років.
Середній дохід на одне домашнє господарство  становив 58 353 долари США (медіана — 48 357), а середній дохід на одну сім'ю — 67 842 долари (медіана — 56 912). Медіана доходів становила 47 588 доларів для чоловіків та 31 880 доларів для жінок. За межею бідності перебувало 14,8 % осіб, у тому числі 27,0 % дітей у віці до 18 років та 5,9 % осіб у віці 65 років та старших.
Цивільне працевлаштоване населення становило 3073 особи. Основні галузі зайнятості: виробництво — 24,1 %, освіта, охорона здоров'я та соціальна допомога — 20,6 %, роздрібна торгівля — 17,1 %.